# Campionati mondiali di sci nordico 1984
I Campionati mondiali di sci nordico 1984 si articolarono in tre distinti appuntamenti. A Sarajevo, in Jugoslavia, si celebrarono i XIV Giochi olimpici invernali ma, diversamente da quanto fatto fino all'edizione precedente, la maggior parte delle prove di sci nordico non assegnò contemporaneamente i titoli olimpici e iridati. Ad avere doppia valenza furono soltanto le gare di salto con gli sci; quelle di combinata nordica e di sci di fondo assegnarono solo i titoli olimpici. Tuttavia, le gare a squadre di combinata nordica e di salto con gli sci, che erano entrate a far parte del programma iridato a partire dalla precedente edizione di Oslo 1982, non rientravano in quello olimpico; furono pertanto disputate due prove apposite, con l'assegnazione dei relativi titoli iridati, rispettivamente a Rovaniemi, in Finlandia, e a Engelberg, in Svizzera.
Le anomalie nel programma furono conseguenza della decisione assunta dalla FIS nel suo XXXIV congresso, celebratosi a Sydney dall'8 al 15 maggio 1983. In quell'occasione fu stabilito che i Mondiali di sci, sia nordico sia alpino, si sarebbero tenuti ogni due anni anziché ogni quattro, e negli anni dispari anziché negli anni pari; sarebbe così venuta meno l'identificazione del titolo olimpico con il titolo mondiale, fino ad allora applicata nel salto con gli sci e nello sci di fondo (ma non nella combinata nordica). Il nuovo calendario sarebbe entrato in vigore a partire dal 1985, anno in cui si sarebbe dunque regolarmente celebrata la trentacinquesima edizione dei Mondiali di sci nordico. L'anomala edizione del 1984, pertanto, non rientra nella numerazione ufficiale delle rassegne iridate.

## Risultati

### Uomini

#### Combinata nordica

##### Gara a squadre
| Posizione | Nazione          | Atleti                                                   | Punti   |
| --------- | ---------------- | -------------------------------------------------------- | ------- |
| 1         | Norvegia         | Tom Sandberg Hallstein Bøgseth Geir Andersen             | 1189,46 |
| 2         | Finlandia        | Rauno Miettinen Jukka Ylipulli Jouko Karjalainen         | 1186,32 |
| 3         | Unione Sovietica | Oleksandr Prosvirnin Aleksandr Majorov Il'dar Garifullin | 1183,54 |
| 4         | Germania Est     | Heiko Hunger Uwe Dotzauer Gunter Schmieder               | 1168,10 |
| 5         | Germania Ovest   | Thomas Müller Hermann Weinbuch Hubert Schwarz            | 1129,68 |
| 6         | Cecoslovacchia   | František Repka Miroslav Kopal Ján Klimko                | 1116,12 |

Rovaniemi, 17 marzo

Trampolino: Ounasvaara K90

Fondo: 3x10 km

#### Salto con gli sci

##### Trampolino normale
| Posizione | Atleta            | Nazione      | Punti |
| --------- | ----------------- | ------------ | ----- |
| 1         | Jens Weißflog     | Germania Est | 215,2 |
| 2         | Matti Nykänen     | Finlandia    | 214,0 |
| 3         | Jari Puikkonen    | Finlandia    | 212,8 |
| 4         | Stefan Stannarius | Germania Est | 211,1 |
| 5         | Rolf Åge Berg     | Norvegia     | 208,5 |
| 6         | Andreas Felder    | Austria      | 205,6 |

Sarajevo, 12 febbraio

Trampolino: Igman K70

##### Trampolino lungo
| Posizione | Atleta         | Nazione        | Punti |
| --------- | -------------- | -------------- | ----- |
| 1         | Matti Nykänen  | Finlandia      | 231,2 |
| 2         | Jens Weißflog  | Germania Est   | 213,7 |
| 3         | Pavel Ploc     | Cecoslovacchia | 202,9 |
| 4         | Jeff Hastings  | Stati Uniti    | 201,2 |
| 5         | Jari Puikkonen | Finlandia      | 196,6 |
| 6         | Armin Kogler   | Austria        | 195,6 |

Sarajevo, 12 febbraio

Trampolino: Igman K90

##### Gara a squadre
| Posizione | Nazione        | Atleti                                                                 | Punti |
| --------- | -------------- | ---------------------------------------------------------------------- | ----- |
| 1         | Finlandia      | Markku Pusenius Pentti Kokkonen Jari Puikkonen Matti Nykänen           | 618,3 |
| 2         | Germania Est   | Ulf Findeisen Matthias Buse Klaus Ostwald Jens Weißflog                | 572,2 |
| 3         | Cecoslovacchia | Ladislav Dluhoš Vladimír Podzimek Jiří Parma Pavel Ploc                | 564,1 |
| 4         | Austria        | Armin Kogler Richard Schallert Ernst Vettori Andreas Felder            | 561,0 |
| 5         | Jugoslavia     | Tomaž Dolar Miran Tepeš Vasja Bajc Primož Ulaga                        | 516,6 |
| 6         | Norvegia       | Ole Gunnar Fidjestøl Vegard Opaas Ole Christian Eidhammer Per Bergerud | 516,2 |

Engelberg, 26 febbraio

Trampolino: Gross-Titlis-Schanze K125

## Medagliere per nazioni
| Posizione | Nazione          | Oro | Argento | Bronzo | Totale |
| --------- | ---------------- | --- | ------- | ------ | ------ |
| 1         | Finlandia        | 2   | 2       | 1      | 5      |
| 2         | Germania Est     | 1   | 2       | 0      | 3      |
| 3         | Norvegia         | 1   | 0       | 0      | 1      |
| 4         | Cecoslovacchia   | 0   | 0       | 2      | 2      |
| 5         | Unione Sovietica | 0   | 0       | 1      | 1      |